# Chirita halongensis
Chirita halongensis är en tvåhjärtbladig växtart som beskrevs av R. Kiew och T.H. Nguyen. Chirita halongensis ingår i släktet Chirita och familjen Gesneriaceae. Inga underarter finns listade i Catalogue of Life.